# Экоцид
Экоци́д (от греч. οικος «дом» + лат. caedo «убиваю») — массовое уничтожение растительного или животного мира, отравление атмосферы или водных ресурсов, а также совершение иных действий, способных вызвать экологическую катастрофу. 
В научный оборот термин экоцид был введён А. Гальфсоном в 1970 году как реакция на действия США в ходе войны с Вьетнамом. С точки зрения теории права, уничтожение природы должно быть наказуемо. Активисты считают, что экоцид следует включить в юрисдикцию Международного уголовного суда, которая в настоящее время охватывает лишь четыре преступления: геноцид, преступления против человечности, военные преступления и агрессию.
В ряде стран экоцид уже квалифицируется как преступление. В этих странах действия, которые могут представлять собой экоцид, включают нанесение значительного ущерба или разрушение экосистем или нанесение вреда здоровью и благополучию какого-либо вида, включая человека.
ООН пока не признала экоцид международным преступлением. В 2021 году команда международных юристов разработала проект закона, который сделает экоцид пятым международным преступлением.

## В уголовном праве
В декабре 2019 года в Международный уголовный суд в Гааге поступило заявление от посла Вануату в ЕС, предлагающее сделать разрушение природы уголовно-наказуемым деянием.
В уголовном праве Российской Федерации экоцид — преступление против мира и безопасности человечества, предусмотренное статьёй 358 Уголовного кодекса РФ. Экоцидом считается массовое уничтожение растительного или животного мира, отравление атмосферы или водных ресурсов, а также совершение иных целенаправленных действий, способных вызвать экологическую катастрофу. Преступление наказывается лишением свободы на срок от 12 до 20 лет. Не имеет срока давности.

## Уничтожение растительности

### Лесные пожары в Амазонии
Лесные пожары в Амазонии — это рукотворные пожары, намеренно устроенные местным населением с целью расчистки заросших лесом и кустарником земель под сельскохозяйственные угодья, а также с целью облегчения эксплуатации ранее недоступных для бизнеса (как юридически так и фактически) лесных массивов
Ухудшение экологической ситуации на всей территории Бразилии произошло в 2019 году.

### Лесные пожары в Сибири
Непосредственное отношение к лесным пожарам 2019 года имело принятие РФ в 2006 году Лесного кодекса, который разрешил доступ лесозаготовительной и иным секторам добывающей промышленности в ранее недоступные для них участки лесов, а также отсутствие на практике какого-либо наказания за поджоги лесов.
Значительная часть лесных пожаров в Сибири возникает от условий действующего законодательства, стимулирующего повторный ввод в эксплуатацию земель советских сельскохозяйственных угодий, как правило в реальных условиях сопровождающегося массовыми незаконными поджогами дикой растительности. Сельскохозяйственные палы в целом по территории РФ носят практически всесезонный характер, исключая разве что глубокую зиму.

## Войны

### Действия США во Вьетнаме
Вопрос об экоциде как виде преступления стал реакцией на действия армии США во время войны во Вьетнаме.
Вооружённые силы США распылили на территории Вьетнама и Камбоджи свыше 100 тыс. т дефолиантов. В составе химикатов имелось вещество, воздействующее на деревья — арборицид 2,4,5-Т, с примесью диоксинов. В результате были уничтожены тропические леса на площади 2 млн га и 43 % площади сельскохозяйственных угодий Вьетнама. Произошло обеднение фауны (из 160 видов птиц в заражённых районах сохранилось менее 20). На загрязнённой почве лес не восстанавливается или восстанавливаются малоценные вторичные породы.

### Война в Персидском заливе
Одной из крупнейших акций экоцида считается[кем?] подрыв войсками Ирака 1200 нефтяных скважин, ряда нефтепроводов, нефтехранилищ и потопление кувейтских танкеров во время войны в Персидском заливе. Возникли пожары, не имевшие по масштабам прецедентов в истории. Каждый день сгорало около 1 млн т нефти, при этом выбрасывалось в атмосферу 50 тыс. т диоксида серы, 100 тыс. тонн сажи и 80 тыс. т углекислого газа. В радиусе 1000 км выпадали загрязнённые осадки (чёрные дожди), что вызвало снижение продуктивности сельскохозяйственных угодий и массовые заболевания среди населения. В Персидский залив вылилось около 400 тонн нефти, нефтяное пятно образовалось на площади в 10 тыс. км². Экосистемам залива и прибрежных территорий был причинён значительный вред, наблюдалась массовая гибель птиц.